# Algemene verkiezingen in Liberia (2017)

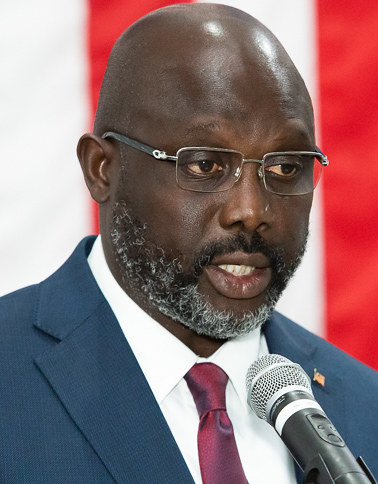
George Weah werd met 61,54% van de stemmen tot president gekozen

De algemene verkiezingen in Liberia van 2017 vonden op 10 oktober (eerste ronde) en 26 december 2017 (tweede ronde) plaats en behelsden de verkiezingen van het Huis van Afgevaardigden en een nieuwe president. De presidentsverkiezingen werden gewonnen door oud-voetballer George Weah die bij de tweede ronde 61,5% van de stemmen kreeg. Het grootste politieke blok in het Huis van Afgevaardigden werd de Coalition for Democratic Change.

## Uitslag

### Presidentsverkiezingen
| Kandidaat                         | Kandidaat                         | Partij                            | Stemmen (1e ronde) | % (1e ronde) | Stemmen (2e ronde) | % (2e ronde) |
| --------------------------------- | --------------------------------- | --------------------------------- | ------------------ | ------------ | ------------------ | ------------ |
|                                   | George Weah                       | Coalition for Democratic Change   | 596.037            | 38,37        | 732.185            | 61,54        |
|                                   | Joseph Boakai                     | Unity Party                       | 446.716            | 28,76        | 457.579            | 38,46        |
| Overige kandidaten                | Overige kandidaten                | Overige kandidaten                | 510.595            | 32,87        |                    |              |
| Totaal                            | Totaal                            | Totaal                            | 1.553.348          | 100,00       | 1.189.764          | 100,00       |
|                                   |                                   |                                   |                    |              |                    |              |
| Geldige stemmen                   | Geldige stemmen                   | Geldige stemmen                   | 1.553.348          | 100,00       | 1.189.764          | 100,00       |
| Ongeldige stemmen/ blanco stemmen | Ongeldige stemmen/ blanco stemmen | Ongeldige stemmen/ blanco stemmen | 88.574             | 5,39         | 28.360             | 2,33         |
| Totaal aantal stemmen             | Totaal aantal stemmen             | Totaal aantal stemmen             | 1.641.922          | 100,00       | 1.218.124          | 100,00       |
| Geregistreerde kiezers/ Opkomst   | Geregistreerde kiezers/ Opkomst   | Geregistreerde kiezers/ Opkomst   | 2.183.629          | 75,19        | 2.183.629          | 55,78        |
| Bron: NEC , NEC                   |                                   |                                   |                    |              |                    |              |

### Huis van Afgevaardigden
| Partij                                         | Zetels    | %         |
| ---------------------------------------------- | --------- | --------- |
| Coalition for Democratic Change (CDC-NPP-LPDP) | 21        | 15,57     |
| Unity Party                                    | 20        | 14,32     |
| People's Unification Party                     | 5         | 5,87      |
| Liberty Party                                  | 3         | 8,57      |
| All Liberian Party                             | 3         | 5,00      |
| Movement for Democracy and Reconstruction      | 2         | 3,69      |
| Overige partijen                               | 6         | 14,88     |
| Partijloos                                     | 13        | 15,59     |
| Partijen zonder vertegenwoordiging             | 0         | 16,51     |
| Totaal                                         | 73        | 100,00    |
|                                                |           |           |
| Totaal aantal kiesgerechtigden                 | 1.539.502 | 1.539.502 |
| Bron: NEC                                      |           |           |